# Grete Treier
Grete Treier (* 12. Dezember 1977 in Tallin als Grete Pedmanson) ist eine ehemalige estnische Radrennfahrerin, die im Straßenradsport aktiv war.

## Sportliche Laufbahn
Ihre Internationale Karriere im Radsport begann Treier 2006 beim italienischen UCI Women’s Team. Bereits im ersten Rennen bei der Eko Tour Dookola Polski erzielte sie mit dem Gewinn der vierten Etappe ihren ersten Sieg bei einem internationalen Rennen, zudem beendete sie die Rundfahrt als Gesamtzweite. 2007 wiederholte sie ihren Etappenerfolg in Polen, beim Giro d’Italia Donne kam sie auf den achten Gesamtrang. 2008 gewann sie mit neuem Team eine Etappe der Thüringen-Rundfahrt der Frauen. 
Nach einem Jahr Babypause kehrte Treier 2010 mit ihrem ehemaligen Team in das Renngeschehen zurück. Nach zwei Etappenerfolgen gewann sie auch die Gesamtwertung der Tour Féminin en Limousin 2010. Ein Jahr später gewann sie erneut die Rundfahrt, was ihr letzter Sieg bei einem internationalen Rennen blieb.
Von 2001 bis 2012 gewann Treier jeweils achtmal die nationalen Meisterschaften im Straßenrennen und im Einzelzeitfahren. Sie wurde daraufhin wiederholt für die Straßenradsport-Weltmeisterschaften nominiert, ihre beste Platzierung erreichte sie 2006 mit dem 20. Platz im Straßenrennen. Sie vertrat ihr Land bei den Olympischen Sommerspielen 2008 in Peking und 2012 in London, wo sie im Straßenrennen den 30. und 17. Platz belegte.
Nach der Saison 2012 beendete Treier im Alter von 35 Jahren ihre Karriere im Radsport.

## Familie
2002 heiratete Grete Treier ihren Trainer Edgari Treier. Bei den Olympischen Spielen in London war sie bereits zweifache Mutter und erwartete ihr drittes Kind.

## Erfolge
2001
- Estnische Meisterin – Einzelzeitfahren

2003
- Slowenische Meisterin – Straßenrennen

2004
- Estnische Meisterin – Einzelzeitfahren

2005
- Estnische Meisterin – Straßenrennen

2006
- Estnische Meisterin – Straßenrennen und Einzelzeitfahren
- eine Etappe, Punkte- und Bergwertung Eko Tour Dookola Polski

2007
- Estnische Meisterin – Straßenrennen und Einzelzeitfahren
- eine Etappe Tour de Pologne Feminin

2008
- Estnische Meisterin – Straßenrennen und Einzelzeitfahren
- eine Etappe Thüringen-Rundfahrt der Frauen

2010
- Estnische Meisterin – Straßenrennen und Einzelzeitfahren
- Gesamtwertung, zwei Etappen und Punktewertung Tour Féminin en Limousin

2011
- Estnische Meisterin – Straßenrennen und Einzelzeitfahren
- Gesamtwertung und Punktewertung Tour Féminin en Limousin

2012
- Estnische Meisterin – Straßenrennen und Einzelzeitfahren
- Bergwertung Tour de Bretagne Féminin